# أبو سعيد الرستمي
أبو سعيد الرستمي (توفي حوالي 400 هـ) شاعر من أصل فارسي من القرن العاشر، كتب شعره باللغة العربية في العصر البويهي.
إن معظم المعلومات عن حياة أبي سعيد وقصائده موجودة في كتاب يتيمة الدهر وهو مختارات للثعالبي (توفي سنة 1038). وسمي أبو سعيد بالرستمي نسبة إلى جده قبل ستة أجيال الذي كان اسمه رستم. وكان والد أبي سعيد فارسيًّا، وأمه عربية من الجنيد. وُلِد أبو سعيد ونشأ في مدينة أصفهان، التي كانت آنذاك مركزًا للشعر والأدب. خلال هذه الفترة، كانت النخبة الأدبية في أصفهان تتكون في الغالب من أهل السنة والحنبلية، ويفضلون الكتابة باللغة العربية.
وقد أبرز المؤرخون المعاصرون بعض قصائد أبي سعيد. ويعتبر إجناز جولدزيهر وديفيد أ. واكس أن إحدى قصائده كانت ذات طابع شعوبية، بسبب بيتين كتبهما:
يذكر جولدزيهر أن هذه القصيدة كانت جزءًا من الألحان الأخيرة للشكاوى الفارسية ضد العرب. ومع ذلك، يعتقد محمد علي لساني فيشاراكي ويقدم حجج قوية بعدم وجود دليل كافٍ لدعم هذا الادعاء، ويعتبر القصيدة مجرد تباهٍ للشاعر بأصله الفارسي، وأن قوة الحركة الشعبوية في السابق ما هي إلا من الخيال الحديث (وتحديدًا نشوء الدول العرقية الحديثة) الذي انعكس وأُسقطَ على العصور الإسلامية الوسطى.
وبحسب فيكتور دانر، يبدو أن الرستمي "يجسد مسألة القرابة الثقافية".